# Conscienciació
La conscienciació en el procés educatiu és essencial per tal d'obtenir un enriquiment personal i un aprenentatge significatiu de tots els valors de la societat, ja que s'ha de créixer interioritzant i valorant que hi ha diferents cultures, amb diferents moralitats i conductes.
En el fons tots som diferents, però tots hem de ser valorats com a persones que som, amb les mateixes condicions d'igualtat, per això hem de transmetre als alumnes la importància de suprimir qualsevol tipus de prejudici davant de les diferents races, cultures, conductes… És essencial educar respectant i aportant un sentit de consciència a cada un dels alumnes, ja que és un procés molt significatiu en el seu creixement intel·lectual i personal.